# 伍宗德
伍宗德，臺灣知名電視節目製作人及導演，同德傳播負責人，歷經影視工作30多年。

## 影視經歷
伍宗德早年擔任今是公司節目部經理，從今是公司離職後成立同心傳播，之後把同心傳播改名為同德傳播。伍宗德創作風格為自編自導，從早年描述真實社會事件而聲名大噪的《法網》與《天眼》開始，到臺灣少見以靈異偵察題材為主題的《台灣靈異事件》，這些作品讓伍宗德成為臺灣的電視圈傳奇人物。
伍宗德之後開拓新市場與新題材，執導出轟動兩岸三地的《澀女郎》與《雙響炮》等現代喜劇作品。他所執導的電視劇《家有仙妻》、《澀女郎》、《雙響炮》和《超級男女》等，在華人收視界創下極高的收視率並廣為流傳。2005年，他憑藉《雙響炮》榮獲第五屆中國電視藝術雙十佳導演獎。

## 家庭
- 伍宗德曾有一段婚姻，妻子罹癌病逝，育有一子伍永哲。伍永哲曾任《台灣靈異事件》執行製作，也客串過該劇單元〈變臉〉。
- 伍宗德與歌手兼演員周雅芳是不婚情人，關係長達將近二十年。

## 電視劇作品
| 年代                                                      | 劇名         | 電視台           | 類型             | 演出演員                                               | 備註 |
| 1976年4月27日－1978年8月25日                              | 法網         | 華視             | 真實社會事件改編 |                                                        | 長期單元劇 今是有限公司製作 朱友龍主持 2年4個月 |
| 1979年6月10日－1984年7月8日 1989年3月23日－1997年8月27日  | 天眼         | 台視             | 真實社會事件改編 |                                                        | 長期單元劇 播映2次 第一次5年(今是有限公司製作) 笫二次8年半(秋航傳播與承立工作室製作，製作人非伍宗德) |
| 1980年5月11日－1982年10月23日                             | 緊急行動     | 中視             |                  |                                                        | 長期單元劇 2年5個月 |
| 1984年3月28日－1985年2月27日                              | 西南忠魂     | 台視             | 戰爭動作         |                                                        | 長期單元劇 11個月 台灣電視史上首部自製的戰爭動作單元劇 |
| 1984年4-5月 1987年1-4月                                   | 第三隻眼     | 華視             |                  |                                                        | 單元連續劇 4個月 中間間隔2年8個月 |
| 1987年4月27日－1987年8月17日                              | 走馬燈       | 華視             |                  | 吳靜嫻、鄭進一、唐威、曾亞君、張振寰 等                | 單元連續劇 4個月 偏重人生的各種小故事，一集設一個主持人，走社會奇情的路線，製作單位蒐集一些社會上較為特殊的事件，將它們改編成劇本，搬上電視螢光幕，這些故事的素材有的取自報紙的社會新聞、有的是聽人家說的、有的則是製作單位激發腦力想像出來的。 |
| 1985年4月11日－1985年5月23日                              | 月落大地     | 台視             |                  |                                                        | 1個半月 |
| 1985年11月15日－1986年4月25日                             | 社會檔案     | 華視             |                  |                                                        | 單元劇 6個月 |
| 1988年7月7日－1990年7月3日 1993年5月27日－1995年2月14日   | 掌聲響起     | 華視             |                  | 張國柱、俞小凡、吳靜嫻、曹蘭、雲中岳、珊、張振寰、文潔 | 長期連續劇 長2年 播映2次 |
| 1989年7月4日－1989年8月10日 1991年12月16日－1992年2月12日 | 星夢淚痕     | 華視             |                  |                                                        | 連續劇 1個半月 播映2次 |
| 1991年4月23日－1991年6月17日 2000年3月6日－2000年5月2日   | 家有仙妻     | 華視、衛視中文台 | 歡樂神仙喜劇     | 林以真、澎恰恰、孫興、戈偉如、李又麟                   | 章節型連續劇 |
| 1992年7月7日－1992年8月31日 1999年3月8日－1999年6月8日    | 神仙老爸     | 華視             |                  |                                                        | 2個月 播映2次 |
| 1994年11月23日－1995年3月29日                             | 窈窕奶爸     | 華視             |                  |                                                        | 連續劇 4個月 |
| 1994年4月4日－1994年5月31日                               | 霸王花       | 華視             |                  |                                                        | 連續劇 2個月 |
| 1996年7月1日－2003年1月27日                               | 台灣靈異事件 | 華視             | 靈異偵探         | 唐川、謝祖武、趙英華、汪建民、陳明真                   | 長期單元劇 7年 |
| 2000年3月6日－2000年5月2日                                | 家有仙妻2    | 華視             | 歡樂神仙喜劇     | 孫興、蕭薔、戈偉如、謝祖武、宫雪花、趙本山             | 章節型連續劇 2個月 |
| 2002年9月11日－2002年10月25日                             | 澀女郎       | 華視             | 都會悲喜劇       | 陳好、劉若英、張延、薛佳凝                             | 章節型連續劇 1個半月 |
| 2004年12月15日－2005年2月4日                              | 雙響炮       | 華視、香港亞視   | 都會悲喜劇       | 陳好、劉若英、胡兵、白冰冰、陳昭榮、陳坤               | 章節型連續劇 2個月 |
| 2007年9月12日－2007年10月16日                             | 超級男女     |                  | 都會勵志悲喜劇   | 胡兵、蕭薔、黃維德、安以軒、傅淼、保劍鋒               | 章節型連續劇 1個月 |

## 網路平台影集作品
| 年代         | 劇名           | 平台                   | 類型         | 演出演員                               | 備註 |
| 2022年4月7日 | 仙琦小姐許願吧 | 愛奇藝、騰訊視頻、優酷 | 都市言情喜劇 | 吳映潔、劉智揚、邱凱偉、趙曉蘇、李嘉琦 |      |

## 電影作品
- 2010年：《拍賣春天》

## 外部連結
- 伍宗德的新浪微博
- 伍宗德在互联网电影资料库（IMDb）上的資料（英文）
- 伍宗德在香港影庫上的簡介
- 伍宗德在豆瓣上的资料（简体中文）
- 伍宗德在时光网上的簡介（简体中文）